# Parafia Narodzenia Najświętszej Maryi Panny w Przerośli
Parafia Narodzenia Najświętszej Maryi Panny w Przerośli – rzymskokatolicka parafia leżąca w dekanacie Filipów należącym do diecezji ełckiej.
Erygowana w 1571. Mieści się przy ulicy Kościelnej.